# Lestidiops jayakari pseudosphyraenoides
Lestidiops jayakari pseudosphyraenoides is een ondersoort van de straalvinnige vissen uit de familie van de barracudinas (Paralepididae). De wetenschappelijke naam van de soort is voor het eerst geldig gepubliceerd in 1918 door Ege.